# 줄리아노 젬마
줄리아노 젬마(Giuliano Gemma, 1938년 9월 2일 ~ 2013년 10월 1일)는 이탈리아의 배우이다.

## 출연 작품
- 황야의 분노 - 스콧 메리 역
- 룰티모 가토파르도 (다큐멘터리)